# Javavipa
Javavipa (Vanellus macropterus) är, eller var, en fågel i familjen pipare inom ordningen vadarfåglar. Den förekom tidigare på Sumatra och Java. Fågeln är möjligen utdöd och rapporterades senast runt 1920.

## Kännetecken
Javavipan är stor jämfört med sina släktingar, 27–29 centimeter lång. Den är allmänt mörk, med stora gula eller vita hudflikar i ansiktet. Huvudet är svart, liksom bukfläck och vingpennor. Ovansidan, bröstet och övre delen av buken är mörkbruna medan undre stjärttäckare och övergump är vita. Benen är orange eller gula.

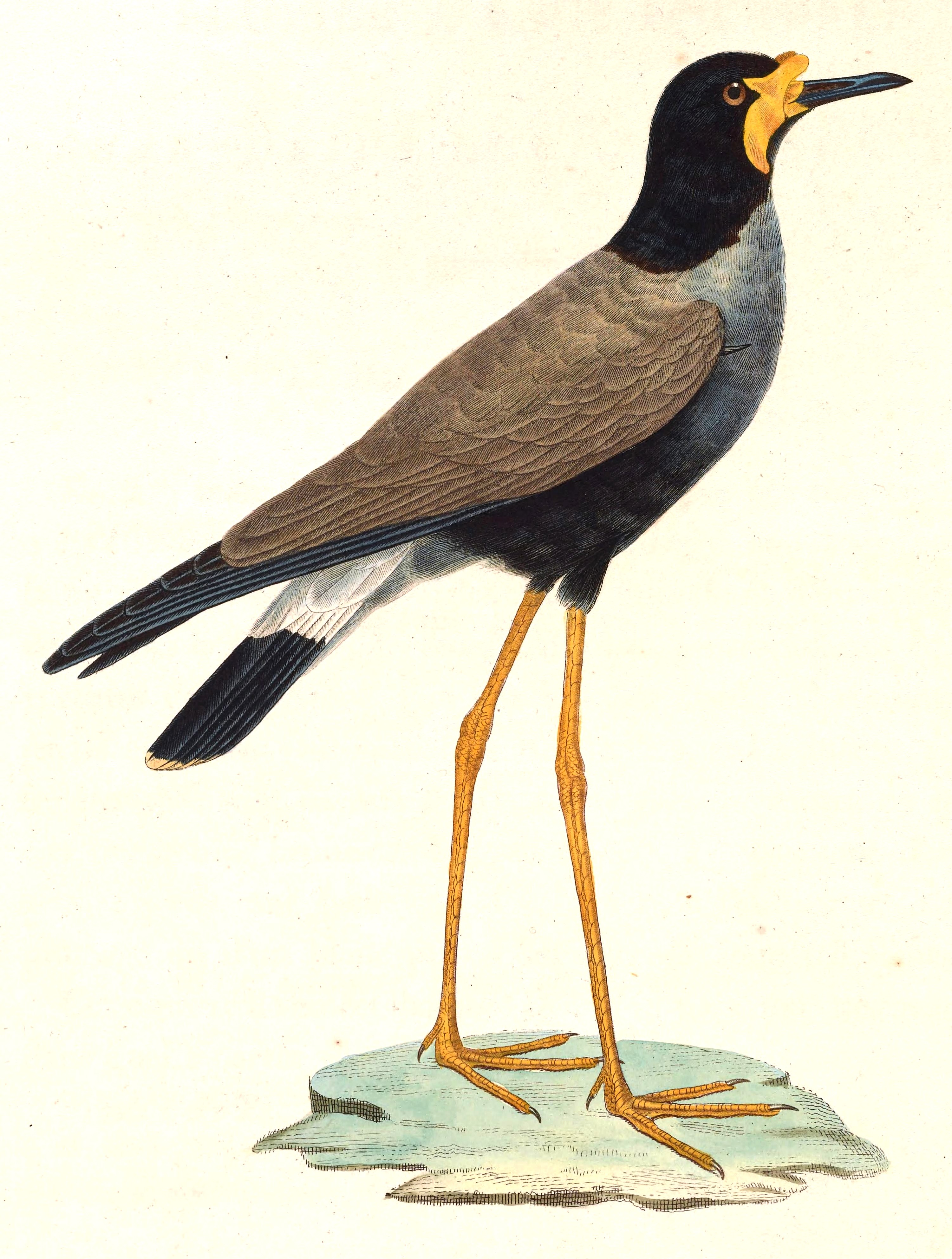
Illustration av en javavipa från 1838.

## Utbredning
Javavipa är endast känd med säkerhet från ön Java i Indonesien där den förekom i träskmarker och floddeltan på norra kusten i västra delen av ön och på södra kusten i östra delen. Ett exemplar och två ägg som samlades in på 1800-talet kan ha kommit från Sumatra och det finns en obekräftade uppgift att den också skulle ha förekommit på Timor.

## Levnadssätt
Arten förekom i stora, stäppliknande våtmarker i floddeltan. Den besökte också fuktiga jordbruksmarker, öppna områden kring sötvattensdammar och risfält. Den livnärde sig på vattenlevande invertebrater och frön.

## Status och hot
Javavipan beskrevs som lokal och sparsam. Den återfanns nästan alltid i spridda par och har inte påträffats med säkerhet sedan 1940. Det faktum att den är omisskännlig till sitt utseende tyder på att den inte förekommer i områden undersökta av ornitologer de senaste decennierna. Dock finns ett antal obekräftade rapporter från lokalbefolkning i Bekasi- och Lumajuangdistrikten. Det betraktas som osannolikt att den kan återupptäckas där den tidigare förekommit, men alla områden med potentiellt passande habitat har ännu ej undersökts. Ett möjligt område är de fuktiga gräsmarkerna på ön Belitung. Därför kategoriserar IUCN inte arten ännu som utdöd utan akut hotad, sedan 2019 med tillägget möjligen utdöd.